# NGC 4388
NGC 4388 је спирална галаксија у сазвежђу Девица која се налази на NGC листи објеката дубоког неба.
Деклинација објекта је + 12° 39' 43" а ректасцензија 12h 25m 46,9s. Привидна величина (магнитуда) објекта NGC 4388 износи 11,0 а фотографска магнитуда 11,8. Налази се на удаљености од 18,064 милиона парсека од Сунца. NGC 4388 је још познат и под ознакама UGC 7520, MCG 2-32-41, CGCG 70-68, VCC 836, IRAS 12232+1256, PGC 40581.